# Lepidochrysops barnesi
Lepidochrysops barnesi är en fjärilsart som beskrevs av Terence Dale Pennington 1954. Lepidochrysops barnesi ingår i släktet Lepidochrysops och familjen juvelvingar. IUCN kategoriserar arten globalt som livskraftig. Inga underarter finns listade i Catalogue of Life.